# Ортіс Вітлі
Ортіс Вітлі (англ. Aurtis Whitley; нар. 1 травня 1977) — тринідадський футболіст, півзахисник.

## Клубна кар'єра
Футбольну кар'єру розпочав у 1997 році в клубі «Суперстар Рейнджерс». Того ж року перейшов до португальського клубу «Віторія» (Сетубал), в якому виступав протягом 6 місяців. У 1998 році повернувся на батьківщину, де підписав контракт з одним з найкращим клубом країни — «Сан-Хуан Джаблоті». У складі цього виступав у Про Лізі ТТ протягом 9 років до розірвання контракту у вересні 2007 року, після заяви головного тренера клубу Террі Фенвіка щодо пропуску гравцем тренувань команди. Через декілька днів Ортіс підписав контракт з принциповим суперником «Джаблоті» — «Дабл-Ю Конекшн». Також виступав в інших тринідадських клубах країни. Ортіс двічі був визнаним MVP сезону в чемпіонаті Тринідіда і Тобаго (2001, 2005). Вважається одним з найкращих півзахисників в історії Про Ліги ТТ.

## Кар'єра в збірній
Вітлі дебютував у футболці Тринідаду і Тобаго 15 листопада 2000 року в поєдинку кваліфікації чемпіонату світу 2002 проти Панами. Зіграв більшість матчів за тринідадців у кваліфікації до чемпіонату світу 2006 року в Німеччині, за підсумками якого, вперше в історії, Тринідад і Тобаго потрапив до фінальної частини цього престижного змагання. Учасник першого історичного матчу Тринідіда і Тобаго на чемпіонатах світу (проти Швеції, 0:0). Також зіграв у програних Тринідадом і Тобаго поєдинках проти Англії (0:2) та Парагваю (0:2). У цих трьох поєдинках Вітлі зіграв 180 хвилин. У 2007 році до збірної не викликався, оскільки разом з іншими учасниками чемпіонату світу мав конфлікт з Футбольною асоціацією Тринідада і Тобаго щодо бонусних виплат за участь у чемпіонаті світу. У березні 2008 року повернувся до збірної, вивівши на поле з капітанською пов'язкою Тринідад і Тобаго.

### Голи за збірну
Рахунок та результат збірної Тринідаду і Тобагу знаходяться на першому місці.
| # | Дата       | Місце                                      | Суперник | Рахунок | Результат | Змагання         |
| - | ---------- | ------------------------------------------ | -------- | ------- | --------- | ---------------- |
| 1 | 2003-11-19 | Хейслі Кроуфорд Стедіум, Тринідад і Тобаго | Куба     | 1–0     | 2–1       | Товариський матч |
| 2 | 2008-03-26 | Індепенденс Парк, Ямайка                   | Ямайка   | 2–2     | 2–2       | Товариський матч |

Джерело